# Стюарт, Джон, 1-й граф Атолл
Джон Стюарт, 1-й граф Атолл (англ. John Stewart, 1th Earl of Atholl; ок. 1566—1603) — шотландский дворянин и землевладелец.
Титулы: 6-й лорд Иннермит (с 1585/1586) и 1-й граф Атолл (с 1596).

## Биография
Родился в 1566 году. Старший сын Джеймса Стюарта (? — 1585), 5-го лорда Иннермита (1569—1585), и Хелен Огилви, дочери Джеймса Огилви, лорда Эрли (? — 1547/1548) и Хелен Синклер. Его дядей был придворный поэт Джон Стюарт Балдиннейский.
В марте 1592 года его брат Роберт Стюарт, служивший слугой убитого графа Морея, украл сундук с деньгами графа Хантли и дважды пытался убить его, войдя в его дом переодетым и вооруженным пистолетом.
В октябре 1582 года он первым браком женился на Маргарет Линдси, дочери Дэвида Линдси, 9-го графа Кроуфорд (? — 1558), и Кэтрин Кэмпбелл (? — 1578).
В марте 1596 года он женился во второй раз на Мэри Рутвен, вдове Джона Стюарта, 5-го графа Атолла (1563—1595), и подруге королевы Анны Датской. Она была дочерью Уильяма Рутвена, 1-го графа Гоури, и Доротеи Стюарт. Для него недавно был создан титул графа Атолла в Холирудском дворце 25 марта, после того, как Мэри Рутвен выкупила права на графство за 10 000 шотландских фунтов . Король посвятил в рыцари пятерых его последователей.
За титул графа боролись Эндрю Стюарт, лорд Очилтри (1560—1629), и Эсме Стюарт, брат герцога Леннокса. Английский дипломат Джордж Николсон узнал, что графиня Атолл выдвинула альтернативный план выдать своих дочерей замуж за графа Морея и его младшего брата Фрэнсиса Стюарта, и таким образом граф Морей также станет графом Атолла, а брат — графом Мореем.
В апреле 1597 года Джон Стюарт написал из Блэра Атолла Огилви из Инверкварити, упомянув о предыдущей встрече с семьей Огилви в Купаре, чтобы обсудить их дело с лэрдом Бальфура, и предложив встретиться в Блэре или Данкелде.
В ноябре 1597 года Атолл и Мэри Рутвен вооружили своих последователей и направились к дому Моирклеухов, осадили Уолтера Лесли, вернули его в Блэр Атолл и заключили в тюрьму. Примерно в это же время он и его последователи напали на Эндрю Сполдинга в замке Ашинтулли в Стратхардле, принеся с собой огромные ружья, хагбаты и пистолеты и подняв огонь в его доме.
Мэри Рутвен и граф Атолл арестовали Агнес МакКавис и Бесси Айрлэнд как подозреваемых в ведьмах. Две женщины обвинили в колдовстве ещё двух женщин из Данкелда, Маргарет Стюарт и Изобель Дуглас, которые в 1598 году жаловались на свое несправедливое заключение в Тайный совет Шотландии. Мэри Рутвен и графу было приказано доставить четырёх женщин в Эдинбург . Согласно «Хроникам Перта», 9 сентября 1597 года Бесси Айрлэнд, Джонет Робертсон и Мэрион МакКаусс были сожжены в Саут-Инч.
Джон Стюарт, 1-й граф Атолл, скончался в 1603 году. Следующим графом был его сын от первого брака, Джеймс Стюарт, 2-й граф Атолл (1583—1625).
В октябре 1603 года его вдова Мэри Рутвен написала лорду Сесилу из Данкелда, прося его помощи в её судебных процессах. В 1605 году она судилась с новым графом Атоллом, своим пасынком.